# Michelle Olvera

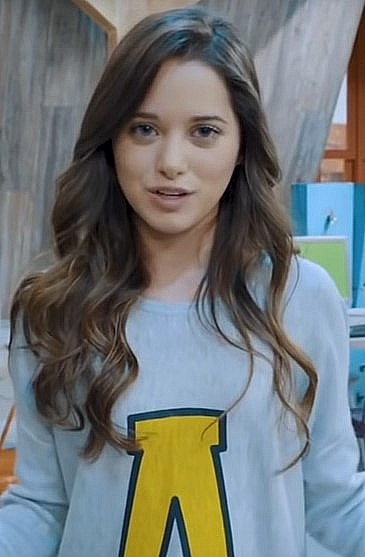
Michelle Olvera (2018)

Michelle Olvera (* 11. November 1998 in Monterrey) ist eine mexikanische Filmschauspielerin.

## Leben
Michelle Olvera wurde in Monterrey geboren. 2014 spielte sie die Rolle der Petra im Drama „Huérfanos“. Von 2015 bis 2016 war Olvera in der Fernsehserie El Señor de los Cielos als Haydee und ab 2016 auch in La Doña als Isabela. Weiterhin erlangte sie ab 2018 internationale Bekanntheit durch die Hauptrolle der Gamerin Silvia Rojas in der kolumbianischen Telenovela NOOBees.

## Filmographie
- 2014: Huérfanos
- 2015–2016: El Señor de los Cielos (Fernsehserie, 28 Folgen)
- 2016–2017: La Doña (Fernsehserie, 97 Folgen)
- 2018–2020: NOOBees (Fernsehserie, 120 Folgen)
- 2019: This is Silvia Pinal (Miniserie, eine Folge)
- 2023: Pacto de silencio (Fernsehserie, 18 Folgen)